# Tetraceratops
Tetraceratops is een geslacht van uitgestorven Synapsida. Tetraceratops is uniek, omdat het hier vermoedelijk om een tussenvorm tussen de oude Synapsida (basale Eupelycosauria) en nieuwe Synapsida (Therapsida) gaat. Het is dus niet duidelijk tot welke van de twee orden Tetraceratops behoort. Tetraceratops werd vroeger tot de familie van de Sphenacodontidae binnen de "Pelycosauria" gerekend, maar wordt nu vaker tot een eigen familie, de Tetraceratopsidae, binnen de Therapsida gerekend.
Tetraceratops betekent 'vier-hoorn-gezicht'. Deze naam is niet helemaal juist, omdat het dier zes hoorntjes heeft en de hoorntjes eigenlijk meer uitstulpinkjes of beenknobbeltjes zijn. De beenknobbeltjes werden mogelijk gebruikt voor de balts en niet voor de verdediging. Tetraceratops leefde in het Vroeg-Perm in Noord-Amerika naast verwanten, waaronder Dimetrodon en werd zo'n één meter lang.
Hoewel Tetraceratops een roofdier was, was hij waarschijnlijk ook weleens de prooi van een groter roofdier. Zijn belagers waren waarschijnlijk zijn naaste verwanten, carnivore geslachten van de Pelycosauria die groter waren. Tetraceratops zag er naar alle waarschijnlijkheid uit als een hagedis met beenknobbels op de kop die zoogdierachtige trekjes vertoonde. Mogelijke verwanten waren Tappenosaurus en Dimacrodon.

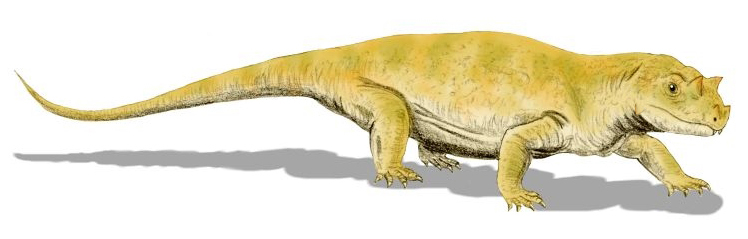
Op deze reconstructie zijn de beenknobbels op de onderkaak van Tetraceratops niet te zien.
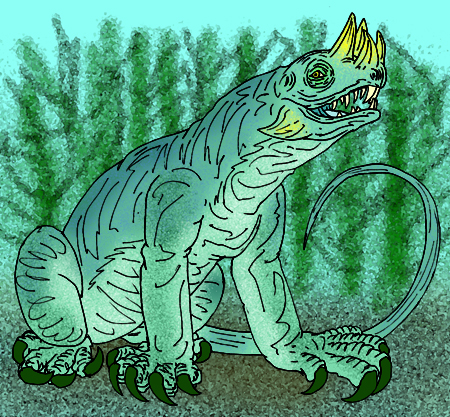
Op deze reconstructie staat Tetraceratops vrij hoog op zijn poten, een kenmerk van meer geavanceerde Therapsida.